# Amager Fodbold Forening
Amager Fodbold Forening (Amager FF, AFF) er en københavnsk fodboldklub med adresse på Amager, som blev stiftet i 5. september 1998 som en udbryderklub fra Kastrup Boldklub. Klubben har gennem hele dets historie spillet i serierne under Københavns Boldspil-Union og har sin hjemmebane på Kastrup Idrætsanlæg (John Tranums Allé) i Kastrup.

## Historie
Kastrup Boldklubs lukkede tredjehold kunne ikke rykke op i serie 1, fordi klubben allerede havde et hold der. Efter utilfredshed med situationen, valgte spillerne derfor at stifte Amager Fodbold Forening en oktoberdag i 1998 i omklædningsrummet efter en udebanekamp i Gentofte mod B 1903. Den stiftende generalforsamling blev afholdt den 30. januar 1999. Klubben overtog Kastrup Boldklubs tidligere lokaler til omklædning og hjemmebanen på John Tranums Allé, men klubben forblev klubhusløs indtil 2003. Tårnby Kommune besluttede i 2001 at der på anlægget ved John Tranums Allé skulle opføres en førstesal til deling mellem kommunen, vægtløftning, softball og Amager FF. Klubhuset som stod færdigt ved åbningen lørdag den 10. oktober 2003 kl. 13:00.
Klubben startede op med cirka 20 medlemmer, men fire måneder efter havde man allerede 81 medlemmer og antallet er sidenhen vokset til cirka 150 aktive samt 50 passive medlemmer i 2006. Klubben kunne således stille med blandt andet to 11-mandshold og et 7-mandshold i sin første sæson under Københavns Boldspil-Union. Klubbens første formand blev Søren Jørgensen, som ligeledes blev klubbens første træner (spillende) for førsteholdet, da man ikke havde råd til en særskilt træner i sit første leveår. Klubbens første næstformand blev Jacob Neve. På klubbens generalforsamling, den 22. februar 2009 trådte Søren Jørgensen af som formand efter mere end 10 år, og overlod posten til Lennart Munkebæk. 
Klubbens førstehold blev pålagt at starte sin første sæson nede i serie 3, hvilket blev succesfuldt, idet holdet rykkede op. Endvidere rykkede klubbens andethold op fra serie 6. Lørdag den 3. april 1999 spillede klubben sin første officielle kamp, idet førsteholdet fik en 2-0 sejr på udebane mod FC Overskæringen i serie 3. Imidlertid foreligger der intet kampreferat fra kampen, men det formodes at klubbens formand scorede klubbens første mål på straffe. Amager FF vandt ligeledes sin første pokalkamp på hjemmebane mod det daværende serie 1-hold Boldklubben Dalgas onsdag den 21. april 1999 kl. 18:00 med 4-0. I sommeren 2000 ændres klubbens syvmandshold til et 11-mandshold og bliver til klubbens nye tredje herrehold i serie 6 (eller 5), hvis første turneringskamp dog først blev i foråret 2001. I samme sommerpause indfører klubben damefodbold med et enkelt hold og samme år starter klubben ungdomsfodbold op.
Torsdag den 7. juni 2001 spiller klubben sig frem til første runde af DBU's Landspokalturnering i 2001 efter en sejr på 7-0 over den daværende serie 1-klub Gentofte Fodboldklub. Kampen på hjemmebane mod Svogerslev Boldklub (som på daværende tidspunkt lå som nummer 5 i Sjællandsserien) blev spiller onsdag den 20. juni 2001 kl. 19:00, men  tabes imidlertid 1-2, hvilket bliver det første nederlag for klubbens førstehold i en officiel turneringskamp i hele år 2001. Dagen efter løber førsteholdet ind i det første pointtab i serie 2 turneringen mod Vigerslev Boldklub efter slutresultatet 2-2.
Den 2. marts 1999 nævnes klubben for første gang i de trykte medier med to artikler i lokalavisen 2770 for Kastrup-Tårnby. I forbindelse med offentliggørelsen af resultatet af DBU's lodtrækning til 1. runde af landspokalturneringen (DONG Cup), optræder klubbens navn for første gang på DRs tekst-tv. Den 15. april 1999 kommer klubben på nettet. I første omgang får klubben en hjemmeside på adressen: http://hjem.get2net.dk/amagerff Arkiveret 5. februar 2005 hos  Wayback Machine , men sidenhen bliver den officielle adresse udskiftet med domænet: http://www.amagerff.dk, der debuterer mandag den 18. juni 2000. Med Københavns Boldspil-Unions 100 års jubilæum i 2003 blev der udgivet et jubilæumshæfte, som inkluderede et portræt af en relativ ny klub i unionen, nemlig Amager FF.
På klubbens anden generalforsamling i starten af februar 2000 vedtages det at oprette en støtteforening i form af FF'erne.
Den 17. juli 2001 spiller klubbens All Star hold en opvisningskamp mod de indsatte i Vridsløselille Statsfængsel, som vindes med cifrene 6-1.
I september måned 2001 starter klubbens ungdomskoordinator Mads Vinterby en håndboldafdeling op. Holdet debuterer i oktober med et nederlag på 12-38 til USG. Klubben får hjemmebane i hallerne i Sundby Idrætspark. Klubbens håndbold afdeling blev lukket ned i 2004 pga. manglende tilslutning.
I 2002 tildeles klubben Månedens Sportstudse med en pengepræmie på 2.000 kroner af Nordea og Amager Bladet.
September 2008 afholdte klubben en stor 10 års jubilæumsfest. Medlemmer (nuværende som tidligere) samt støtter af klubben var inviteret. Dagen startede med en opvisningskamp som blev spillet imellem klubbens tidligere 1. hold (fra KS) og klubbens serie 1 hold. Det tidligere hold blev ledet af holdets daværende træner, Claus Vandborg, og serie 1 holdet blev ledet af klubbens 1. holds træner, Allan Henriksen. Kampen blev dømt af Kim Milton Nielsen (tidligere FIFA-dommer). Til aftenens gallafest blev der uddelt priser: Formand, Søren Jørgensen og Kasser, Henrik Bennick, blev klubbens første æresmedlemmer. Klubbens bedste spillere igennem de første 10 år blev ligeledes kåret, Målmand: Lennart Munkebæk, Forsvarsspiller: Marck Tønnesen, Midtbanespiller: Jakob Skov, Angriber: Casper Bryde, Træner Peter Schmidt. 

## Klubbens resultater

### DBU's Landspokalturnering
De sportslige resultater for klubben i DBU's Landspokalturnering igennem årene:
- 2005/06:
  - 1. runde: Amager FF mod Slagelse BK&IF 0-6
- 2004/05:
  - 1. runde: Ishøj Boldklub mod Amager FF 3-5
  - 2. runde: Amager FF mod Kalundborg GF&BK 2-7
- 2003/04:
  - 1. runde: Amager FF mod Boldklubben 1908 2-1
  - 2. runde: Amager FF mod Nykøbing Falster Alliancen 1-8
- 2002/03:
  - 1. runde: Amager FF mod Albertslund IF 1-3
- 2001/02:
  - 1. runde: Amager FF mod Svogerslev Boldklub 1-2

### Bedrifter i Danmarksturneringen
De sportslige resultater for klubbens førstehold i Danmarksturneringen igennem årene:
| N. | Række                     | Nr.      | Statistik        | Topscorer           | Bem.         |
| 7 | KBU Serie 1, Pulje 1 2007 | i/t      | i/t              | i/t                 | Igangværende |
| 6 | Københavnsserien 2006     | 9. plads | 26-10-4-12 44-58 | i/t                 | Nedrykning   |
| 6 | Københavnsserien 2005     | 8. plads | 26-11-3-12 44-42 | i/t                 |              |
| 6 | Københavnsserien 2004     | 7. plads | 29-9-7-10 39-46  | i/t                 |              |
| 6 | Københavnsserien 2003     | 9. plads | 26-8-5-13 41-71  | i/t                 |              |
| 7 | KBU Serie 1, Pulje 1 2002 | i/t      | 26               | i/t                 | Oprykning    |
| 8 | KBU Serie 2, Pulje 2 2001 | 1. plads | 26-24-1-1        | Jesper Berg, 29 mål | Oprykning    |
| 8 | KBU Serie 2, Pulje ? 2000 | 3. plads | i/t              | i/t                 |              |
| 9 | KBU Serie 3, Pulje 7 1999 | 2. plads | 24-19-2-3        | i/t                 | Oprykning    |
| i/t: Ikke tilgængelig, N.: Rækkens niveau i den pågældende sæson, Nr.: Slutplacering, Bem.: Bemærkning(er) |                           |          |                  |                     |              |

### Klubbens hold i rækkerne
Tekst mangler, hjælp os med at skrive teksten